# Елисеевы (купцы)

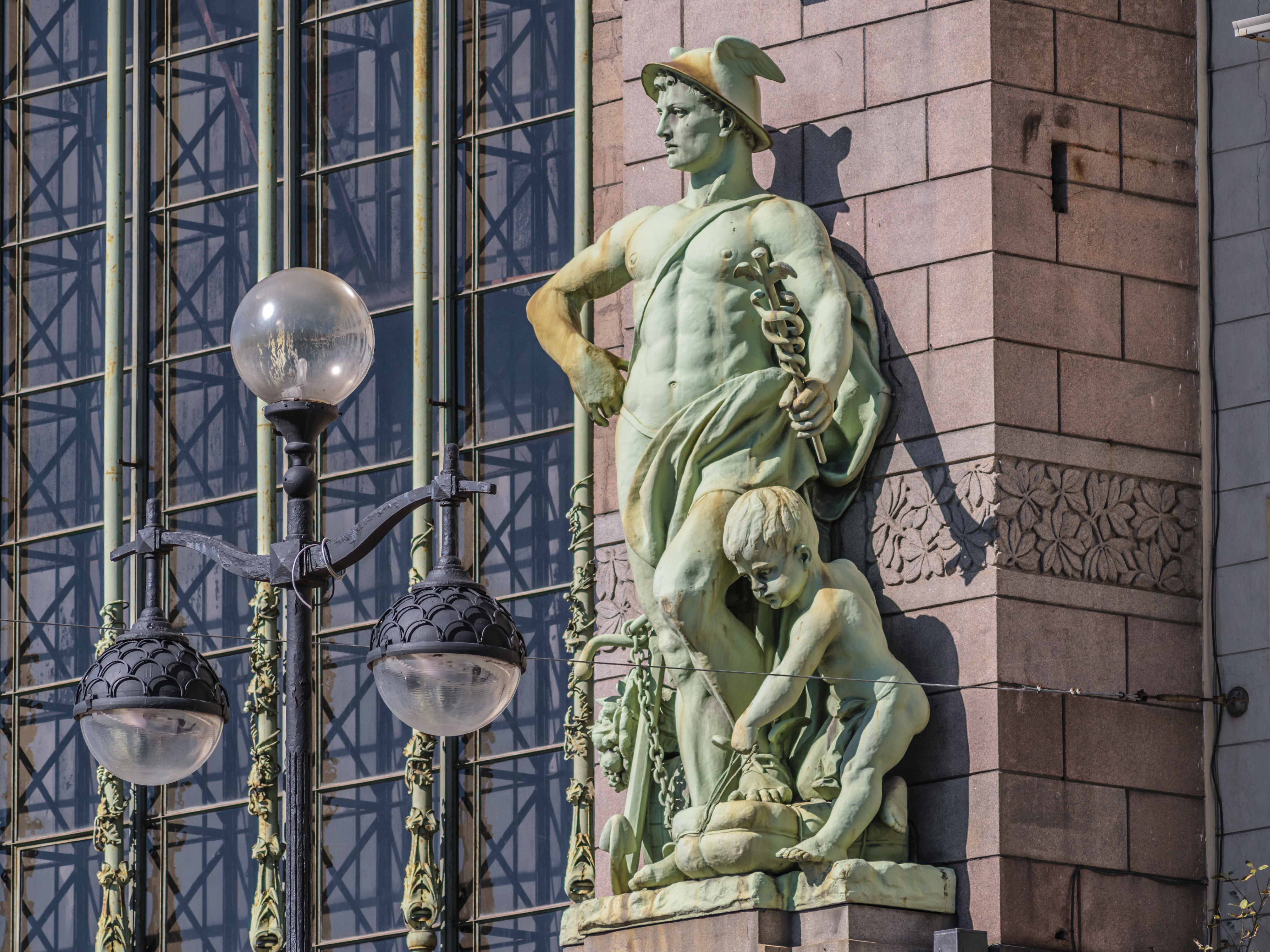
Аллегория торговли на здании Елисеевского магазина в Петербурге

Елисеевы — династия купцов, предпринимателей, общественных деятелей.
- Пётр Елисеевич (1776—1825) ∞ Мария Гавриловна (1777—1841)
  - Сергей Петрович (1800—1858)
  - Григорий Петрович (1804—1892)
    - Елизавета Григорьевна (1829—1849)
    - Александр Григорьевич (1839—1918)
      - Елизавета Александровна (1870—1917) ∞ Иван Яковлевич Фомин (1856—1918)
        - Платон Иванович (рожд. 1905)
        - Алла Ивановна (рожд. 1908)

      - Григорий
      - Анна
      - Сергей

    - Григорий Григорьевич (1864—1949)
      - Григорий Григорьевич-мл.[1] (1885—1938)
      - Андрей (1887—1887)
      - Сергей Григорьевич (1889—1975)
        - Никита Сергеевич[2] (1915—1997)
        - Вадим Сергеевич[3]  (1918—2002)

      - Николай Григорьевич[4] (1890—1968)
      - Александр Григорьевич (1892—1953) — инженер.
      - Пётр Григорьевич[5] (1894 — после 1935)[6] ∞ Рашевская, Зинаида Сергеевна
      - Мария Григорьевна (1900—1997)

    - Татьяна
    - Александра
    - Ольга
    - Мария

  - Степан Петрович (1806—1879) ∞ Анна Гавриловна Афанасьева
    - Татьяна (1830—1899)
    - Пётр Степанович (1834—1901)
      - Анна (1857—?)
      - Степан (1857—1935)

    - Вера (1836—1914)
    - Мария

  - Наталья Петровна (1820—?)

## Герб династии
В лазоревом щите пять серебряных в перевязь расположенных шестиконечных звёзд. В золотой оконечности щита чёрный медведь, обращенный вправо, на четырёх лапах, с червлёными глазами и языком.
Щит увенчан дворянским коронованным шлемом. Нашлемник: пять страусовых перьев: первое и четвёртое лазоревые, второе — серебряное, третье — золотое, пятое — чёрное. Намет: справа лазоревый с серебром, слева чёрный с золотом. Девиз: «БУДЬТЕ ДОБЛЕСТНЫ» серебряными буквами на лазоревой ленте. Герб рода Елисеевых внесен в Часть 19 Общего гербовника дворянских родов Всероссийской империи, стр. 30.

## История династии
- 1813 — открытие Петром Елисеевичем Елисеевым лавки в Санкт-Петербурге.
- 1819 — запись Петра Елисеевича Елисеева по 3-й купеческой гильдии.
- 1821 — взятие в аренду таможенных площадей для хранения товаров.
- 1824 — открытие лавки на Васильевском острове.
- 1825 — запись Марии Гавриловны Елисеевой по 2-й купеческой гильдии.
- 1829 — запись Марии Гавриловны Елисеевой по 1-й купеческой гильдии.
- 1834 — покупка в Голландии двух парусных кораблей для перевозки «колониальных товаров».
- 1845 — получение родом потомственного почётного гражданства.
- 1846 — приобретение четырёхэтажного каменного дома на углу Большой Морской и Гороховой улиц[8].
- 1856 — открытие Елисаветинской богадельни в память о безвременно умершей Елизавете Григорьевне Елисеевой.
- 1856 — покупка винтового парохода «Александр II».
- 1858 — учреждение Торгового дома «Братья Елисеевы».
- 1858 — приобретение домовладения (из трёх каменных зданий) на Невском проспекте[9].
- 1860 — открытие лавки на Литейном проспекте.
- 1864 — открытие первого в России акционерного коммерческого банка, в создании которого Елисеевы приняли деятельное участие.
- 1869 — торговый дом принял активное участие в учреждении Санкт-Петербургского учётного и ссудного банка.
- 1870 — участие в создании страхового общества «Русский Ллойд»[10].
- 1871 — участие в учреждении «Русского для внешней торговли банка».
- 1872 — строительство церкви Петра и Павла[11] в Сердоболе.
- 1873 — получение наград за качество продукции на двух международных выставках: почётного диплома в Вене, высшей награды (Золотой медали) — в Лондоне.
- 1874 — торговый дом за долголетнюю и безупречную деятельность получил почётное право изображать на своей продукции государственный герб.
- 1885 — возведение собора Казанской иконы Божией Матери на Большеохтинском кладбище по завещанию Степана Петровича Елисеева.
- 1896 — открытие магазинов в Москве и Киеве. Через торговую фирму Елисеевых в Россию доставлялось 22,7% всех потребляемых в стране иностранных вин (120 тыс. ведер), 15% сыра, 14% прованского масла[12].
- 1901 — открытие фирменного Елисеевского магазина в Москве.
- 1903 — открытие фирменного Елисеевского магазина в Санкт-Петербурге.
- 1913 — празднование столетнего юбилея Торгового товарищества «Братья Елисеевы»[13].

Елисеевы выделяли значительные средства на содержание учебных заведений, больниц, богаделен.

## Представители династии

### Пётр Елисеевич Елисеев
Пётр Елисеевич Елисеев (1776—1825) — основатель купеческой династии Елисеевых.

### Мария Гавриловна Елисеева
Мария Гавриловна Елисеева  (1777—1841) — жена основателя купеческой династии Елисеевых — Петра Елисеевича Елисеева. Была родом из деревни Горшково Ростовской области. В браке с Петром Елисеевичем имела трёх сыновей: Сергея (1800 г. р.), Григория (1804 г. р.), Степана (1806 г. р.) и дочь — Наталью (1820 г.р.).
Овдовев (1825), управляла семейным делом вместе с сыновьями. Мария Гавриловна сама записалась в санкт-петербургское купечество по 2-й гильдии. Её сыновья «состояли при её семействе и капитале». В 1832 году она объявила капитал по 1-й гильдии, но в 1833—1838 годах дела шли не так успешно, и она снова «пребывала» во 2-й гильдии. С 1839 года она, а затем и её сыновья состояли только в 1-й гильдии.
Мария Гавриловна скончалась в 1841 году, но, вероятно не в Санкт-Петербурге.

### Сергей Петрович Елисеев
Сергей Петрович (1800—1858) — старший сын основателя династии Елисеевых — Петра Елисеевича Елисеева, купец, потомственный почётный гражданин.
В феврале 1823 года, ещё при жизни своего отца Петра Елисеевича, он обвенчался в Исаакиевском соборе с купеческой дочерью Екатериной Афанасьевной Сяминой.
В 1841 году после смерти своей матери Марии Гавриловны Сергей Петрович в возрасте 40 лет становится во главе семейного дела.
20 сентября 1845 года по указу Правительствующего Сената Сергей Петрович и его род был возведен в потомственное почётное гражданство, в подтверждение чего он получил грамоту, а копии с нее выдали его братьям Григорию и Степану. В 1858 году был учреждён Торговый дом «Братья Елисеевы», который возглавил Сергей Петрович.

### Григорий Петрович Елисеев
|  | Григорий Петрович (1804—1892) — средний сын основателя купеческой династии Елисеевых — Петра Елисеевича Елисеева, основатель Торгового дома «Братья Елисеевы», купец 1-й гильдии, один из учредителей и председатель правления Санкт-Петербургского частного коммерческого банка, член Петербургского биржевого комитета, гласный Городской думы, благотворитель, коммерции советник, действительный статский советник. |

### Степан Петрович Елисеев
|  | Степан Петрович (1806—1879) — младший сын основателя купеческой династии Елисеевых — Петра Елисеевича Елисеева, один из основателей Торгового дома «Братья Елисеевы», купец 1-й гильдии, коммерции советник, один из учредителей Санкт-Петербургского Учетного и ссудного банка. |

### Пётр Степанович Елисеев
|  | Пётр Степанович (1834—1901) — сын Степана Петровича Елисеева, потомственный почётный гражданин, один из руководителей Русского для внешней торговли банка, надворный советник, благотворитель. |

### Елизавета Григорьевна Елисеева
|  | Елизавета Григорьевна (1829—1849) — дочь Григория Петровича Елисеева. Елизавета Григорьевна родилась 4 сентября 1829 года, 7 сентября 1849 года была обвенчана с купеческим сыном Алексеем Николаевичем Тарасовым, но в том же году молодая женщина умерла. Её похоронили на Большеохтинском кладбище,на семейном месте Тарасовых. Безвременная смерть Елизаветы Григорьевны (в возрасте 20 лет) положила начало одному из самых известных благотворительных учреждений семейства — Елисаветинской богадельне на Васильевском острове, действовавшей вплоть до 1917 года. |

### Александр Григорьевич Елисеев
|  | Александр Григорьевич (1839—1918) — сын Григория Петровича Елисеева, тайный советник, совладелец семейного товарищества, член и председатель правлений Санкт-Петербургского частного коммерческого и Санкт-Петербургского учетного и ссудного банков. |

### Григорий Григорьевич Елисеев
|  | Григорий Григорьевич (1858—1949) — сын Григория Петровича Елисеева . В 1896—1914 годах управлял семейным товариществом. В 1915 году возведён в потомственное дворянство. В 1920 году после самоубийства первой жены и нового брака уехал в Париж. |

### Степан Петрович Елисеев (младший)
|  | Степан Петрович Елисеев (1857—1935) — правнук родоначальника династии — Петра Алексеевича Елисеева. Вице-президент Русского для внешней торговли банка, председатель правления общества «Русский Ллойд», действительный статский советник. В 1907 году выделил свыше 1 миллиона рублей на постройку на Большой Охте Дома для призрения бедных им. С. П. Елисеева, за это получил чин действительного статского советника и потомственное дворянство. |
|  | Супруга Степана Петровича — Варвара Сергеевна (рожд. Кудрявцева). Её бюст, работы Шарля Деспио по эскизу Родена — в коллекции Государственного Эрмитажа |

### Елизавета Александровна Елисеева
|  | Елизавета Александровна Елисеева (Фомина) (1870—1917) — дочь Александра Григорьевича Елисеева. Елизавета Александровна вышла замуж за Николая Владимировича Новинского, отец которого был купцом первой гильдии, успешно торговавший мехами. Новинский служил офицером в лейб–гвардии Семёновском полку, дослужившись до чина капитана. Семейное счастье продолжалось недолго. Супруг Елизаветы умер в 1903 году на 45 году жизни. В 1904 году Елизавета Александровна вышла замуж вторично за Ивана Яковлевича Фомина (1856—1918), женатого человека, имевшего трёх детей от первого брака, — главного врача Биржевой больницы, редактора журнала «Русская медицина». Елизавета Александровна пошла наперекор своей семье, которая всячески противилась новому браку. В семье Фоминых родилось двое детей: сын Платон (1905), дочь Алла (1908). Елизавета Александровна умерла в 1917 году, вскоре трагически оборвалась жизнь и её супруга. |

#### Иван Яковлевич Фомин

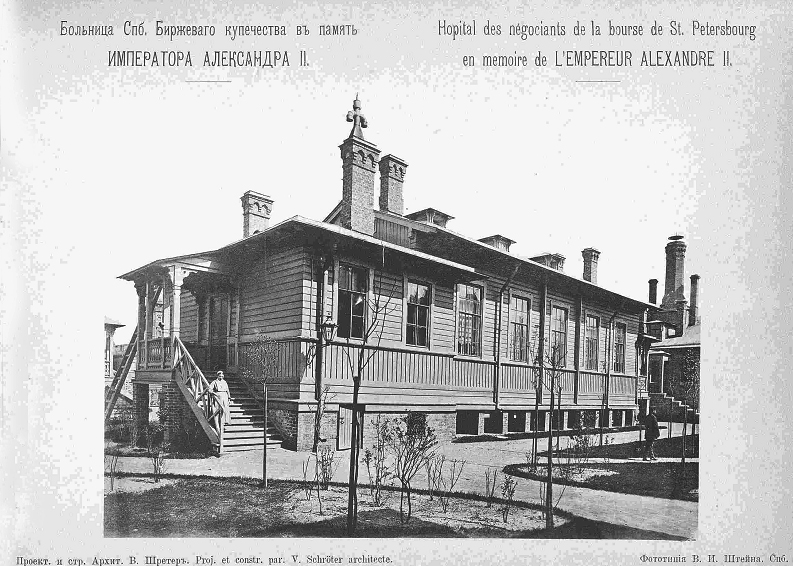
Больница Биржевого купечества в память Александра II

Иван Яковлевич Фомин (1856—1918) — доктор медицины, главный врач Биржевой больницы в Санкт-Петербурге. Муж Елизаветы Александровны Елисеевой.
Родился и провёл детство в семье донского казака. Учился в хуторской школе, Новочеркасской гимназии. Поступил в Императорскую медико-хирургическую академию, которую закончил в 1881 году. Служил в Санкт-Петербурге думским врачом. Являлся инициатором строительства комплекса зданий Биржевой больницы (Больница Биржевого купечества в память Александра II), в которой работал на должности заведующего хирургическим отделением, а затем главного врача. Редактор журнала «Русская медицина». Женился вторым браком на Елизавете Александровне Елисеевой (1904), оформив развод с первой женой в браке с которой имел трёх детей - Валентину, Ольгу и Бориса. Во втором браке в семье Елисеевых-Фоминых родилось двое детей - сын Платон (1905) и дочь Алла (1908).

#### Усадьба «Белогорка»

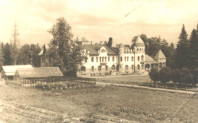
Усадьба «Белогорка»

В 1898 году отец Елизаветы Александровны Александр Григорьевич Елисеев купил для дочери усадьбу Белогорка, которую перестроил на свои личные средства. В 1910 году начались крупномасштабные работы по строительству двухэтажного кирпичного дома. Он был построен за короткий срок в 1912 году по проекту петербургского архитектора Владимира Петровича Тавлинова на месте старого дома. Усадебный дом в стиле модерн получил у местных жителей название «Елисеевский замок». Этот замок  — уникальный образец усадебного строительства России эпохи модерна. Ни один его фасад не похож на другой. Лицевой фасад — это прямые плоскости стен, прорезанные небольшими щипцами. Вертикали цилиндрических эркеров перемежаются круглыми и гранёными башнями с разнообразными завершениями. На выходящем к реке фасаде разновысотные объемы переходят друг в друга. Этот беспокойный ритм усиливается и многочисленными дымовыми трубами. Ступенчатость и перепад высот в здании издали прекрасно гармонируют с террасами берега. Облицованные светлой керамической плиткой гладкие стеновые плоскости контрастно сочетаются с цоколем, сложенным из грубо отёсанных каменных блоков. Из натурального камня выполнены также портал главного входа, оконные проёмы и лестница со многими маршами со стороны реки. В доме было все самое необходимое – водопровод, канализация, вентиляция, отопление, электричество.
Перед домом был разбит небольшой по площади парк с двумя аллеями стриженных лип, которые начинаются от ворот усадьбы. Усадебный парк уникален тем, что деревья липовых аллей посажены удивительным способом — кроной вниз. В эпоху модерна так формировали необычного вида деревья. У саженцев обрезали корни и ветки и сажали их наоборот. Крона превращалась в корни, и таким образом возникала корневая мочка, которая давала форму взрыва. У лиственных выживает один из 50 саженцев, поэтому создание такого парка требовало громадных усилий.
В 1917 году образцовое по тогдашним меркам имение было национализировано. В усадьбе была организована сельскохозяйственная коммуна, которую возглавил бывший сторож имения Михаил Иванович Старков.

## Торговый дом «Братья Елисеевы»
В 1857 году Елисеевы получили разрешение учредить Торговый дом «Братья Елисеевы» с уставным капиталом около 8 миллионов рублей, во главе которого встал Сергей Петрович Елисеев. Создание торгового дома позволило братьям Елисеевым практически и юридически объединить капиталы для расширения бизнеса.
В 1858 году торговый дом приобрёл винтовой пароход «Александр II», что принесло торговому дому значительную выгоду. Елисеевы «на корню» покупали урожай винограда в знаменитых винодельческих регионах Франции и Испании — в Бордо, Опорто, Хересе и на острове Мадейра. Там же виноград проходил первоначальную обработку, Елисеевы имели за границей склады для хранения продукции. После доставки винных полуфабрикатов на кораблях в Санкт-Петербург они выдерживались по специальной технологии в собственных винных подвалах на Васильевском острове до готовности, разливались в бутылки и отправлялись в российские города, а со временем и за границу.

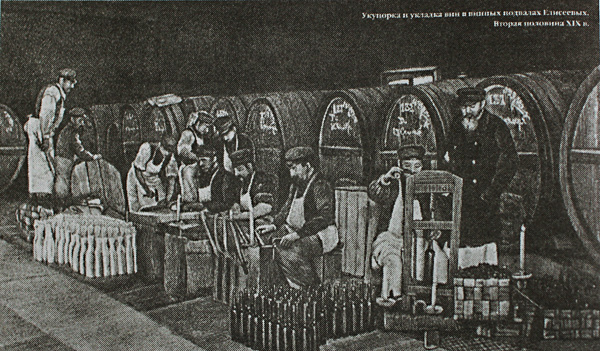
Укупорка и укладка вин в подвалах Елисеевых

Фирменные напитки — херес и мадера являлись предметом особой гордости торгового дома. Елисеевский винный подвал на Васильевском острове общей протяженностью более километра являлся достопримечательностью Петербурга. Огромное впечатление на посетителей производили «целые ряды больших бочек, ёмкость которых доходила до 700 ведер». Аналогов таких «подземных предприятий» в Российской империи не было. Строительство винных подвалов было начато в 1862 году. Винные подвалы представляли собой одноэтажное монументальное каменное сооружение, главный фасад которого выходил на Биржевую линию. Строительство подвалов, как и многих других зданий, принадлежавших Елисеевым, осуществил архитектор Николай Павлович Гребёнка.
Вино, выдержанное на Васильевском острове Петербурга, пользовалось спросом не только в России, но и в Лондоне, Нью-Йорке, Париже, даже в Бордо. Вина Елисеевых получали награды на многих международных выставках. В 1874 году торговому дому «Братья Елисеевы» было присвоено почетное звание «Поставщик двора его императорского величества».
В 1871 году торговый дом «Братья Елисеевы» стал одним из учредителей Русского для внешней торговли банка.
В 1896 году было учреждено Торговое товарищество «Братья Елисеевы» с уставным капиталом 3 миллиона рублей.

### Объекты, связанные с династией

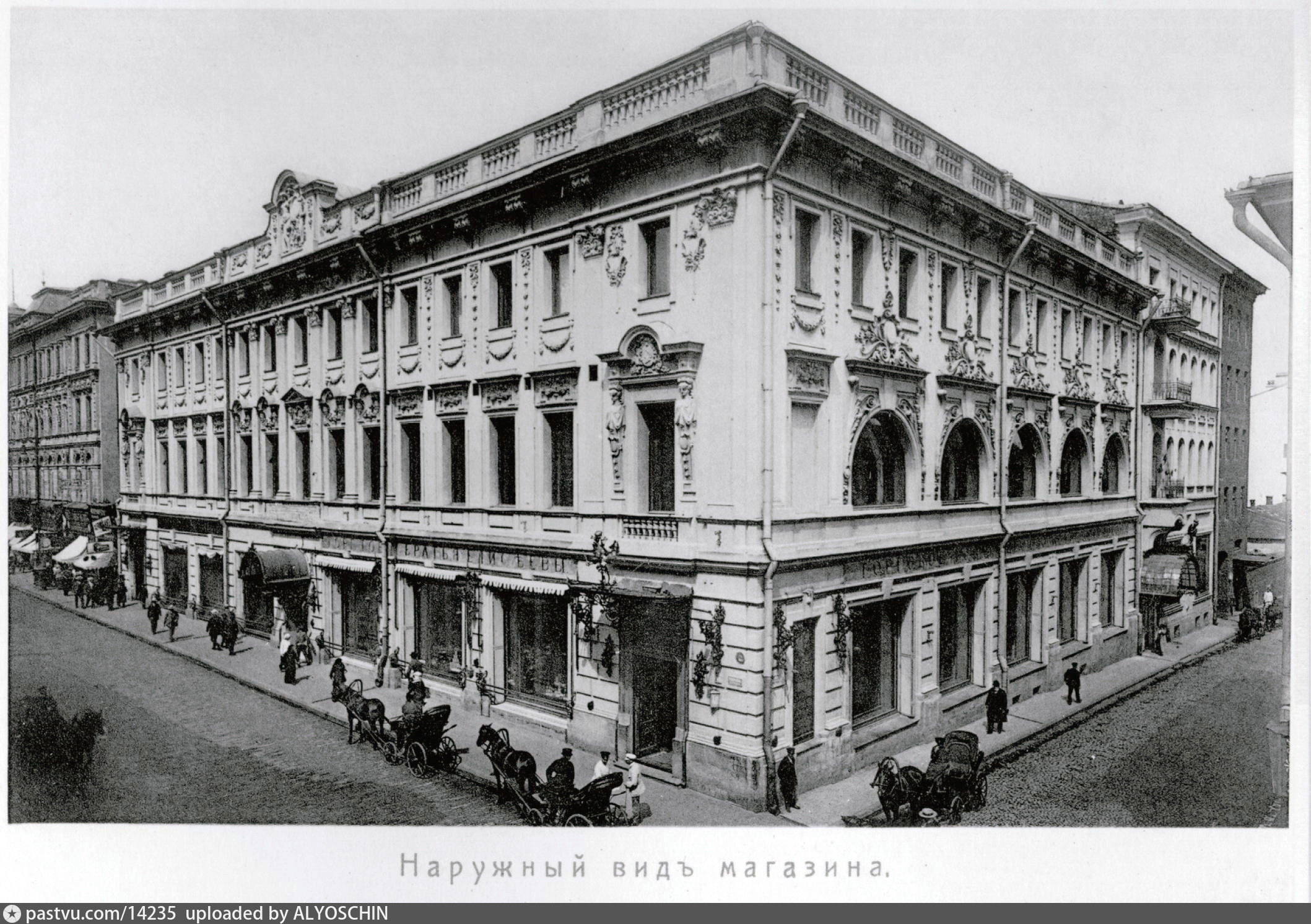
Магазин Торгового дома «Братья Елисеевы» в Москве
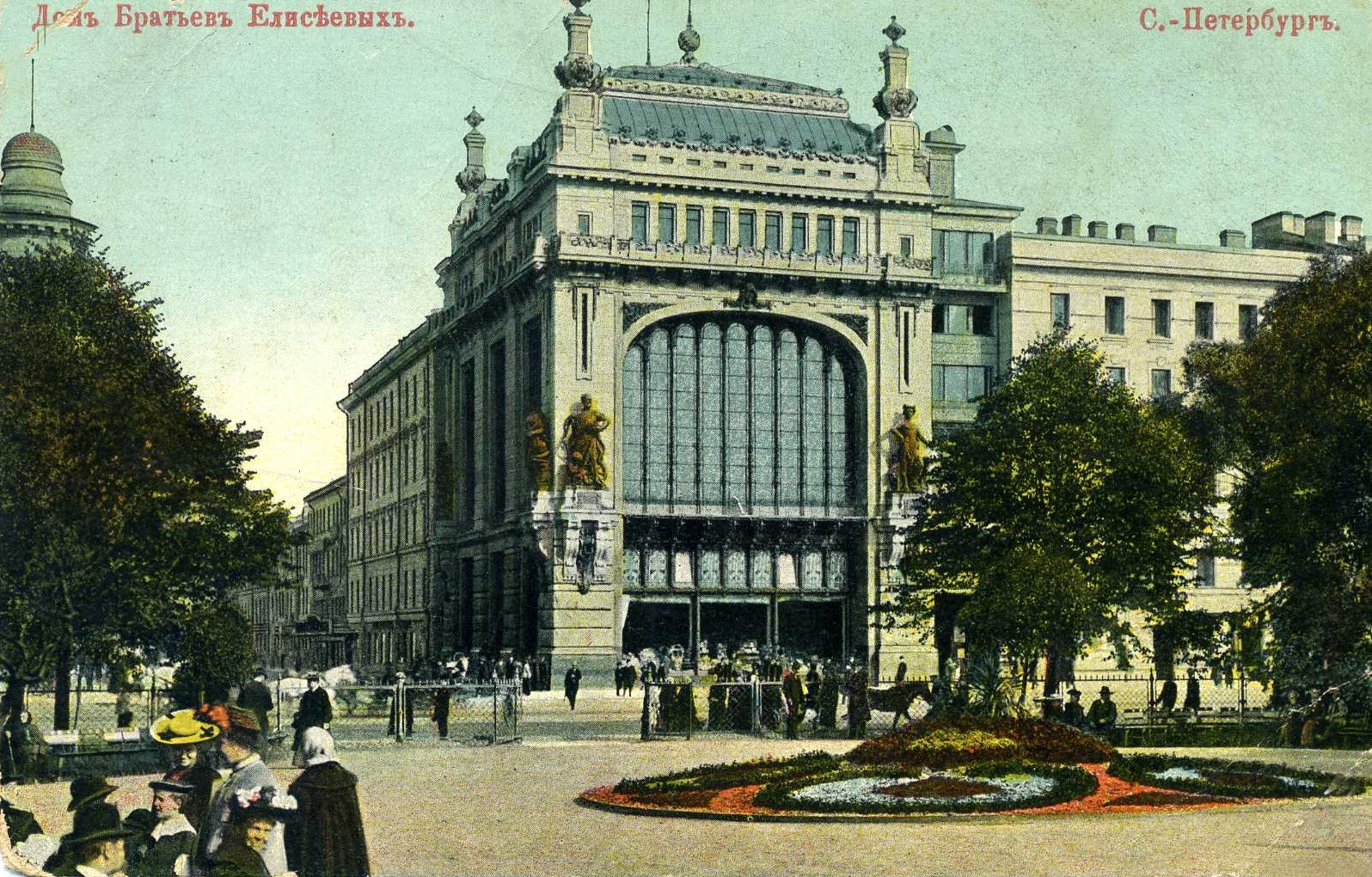
Магазин Торгового дома «Братья Елисеевы» в Санкт-Петербурге
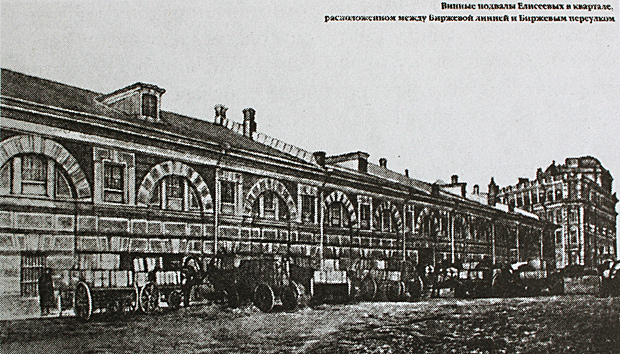
Винные подвалы Елисеевых на Васильевском острове в Санкт-Петербурге
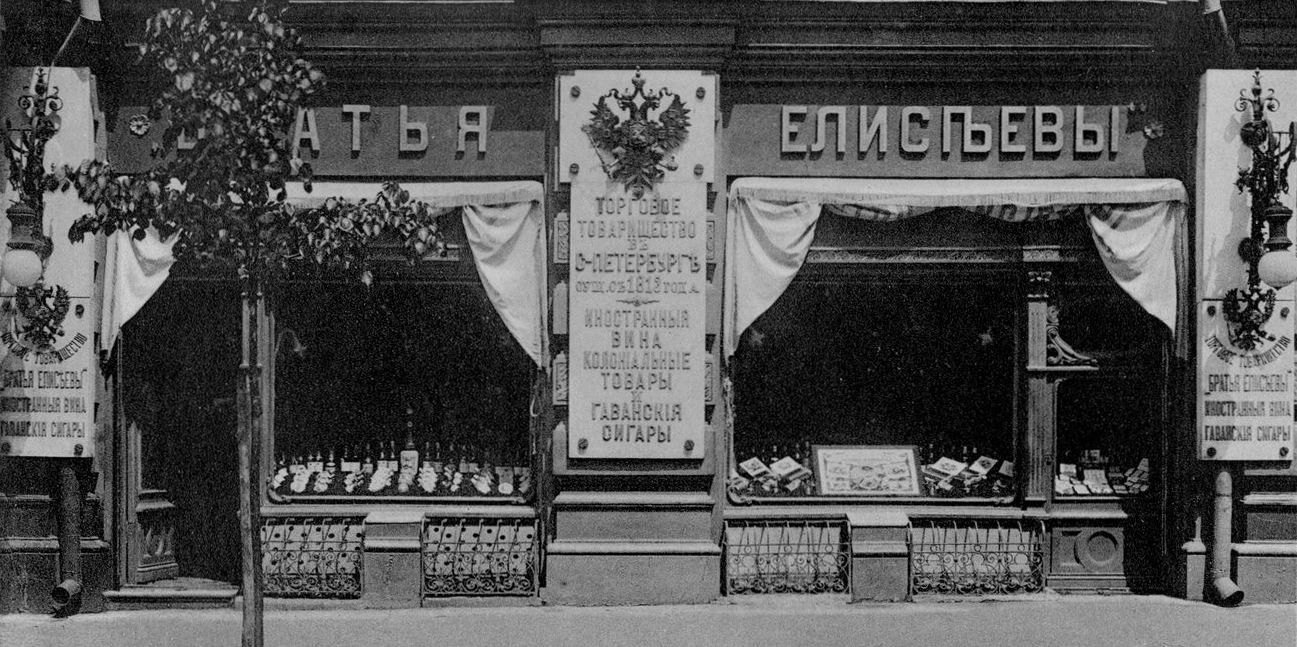
Магазин Торгового дома «Братья Елисеевы» в Киеве
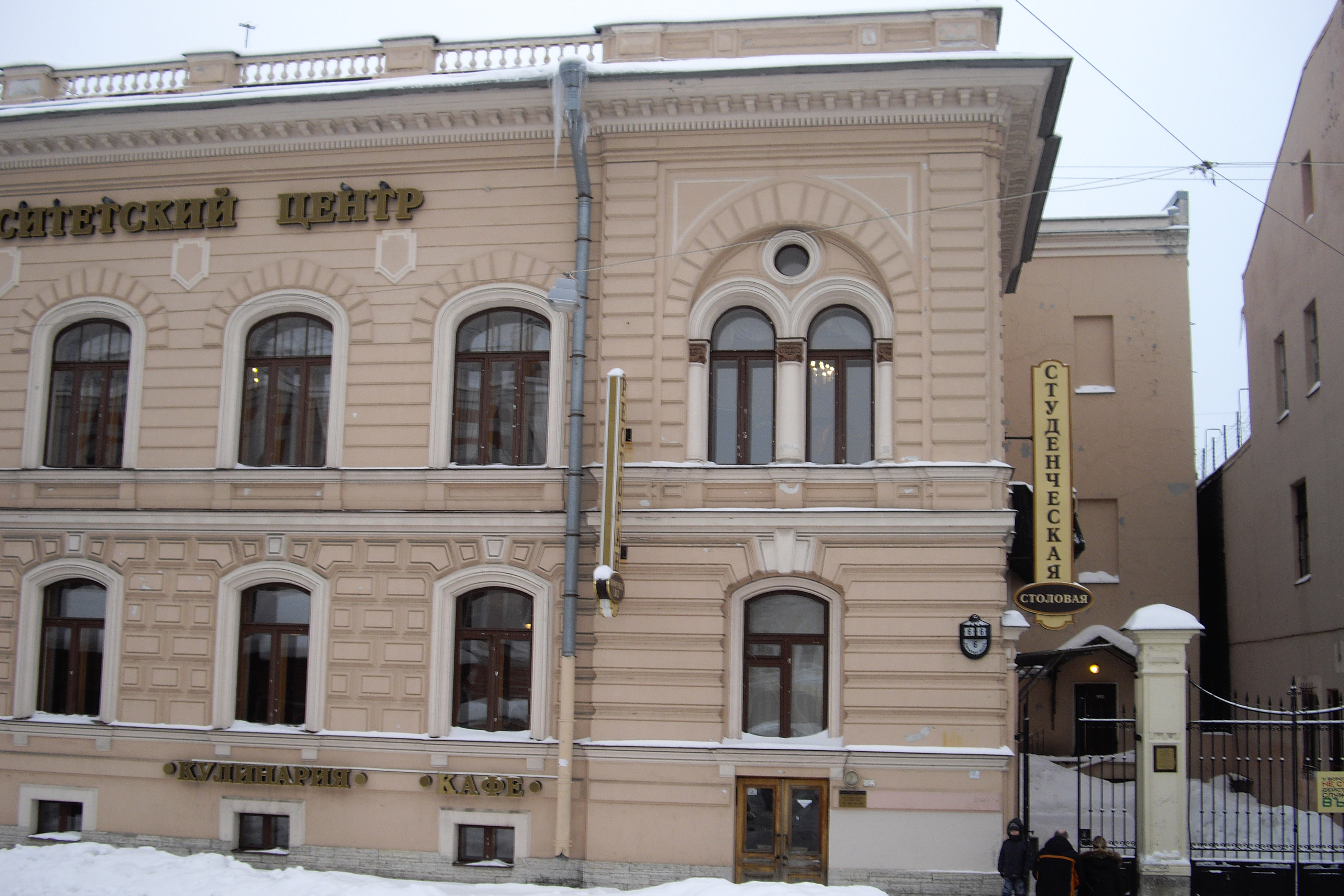
Дом Елисеевых — Биржевая линия, 6
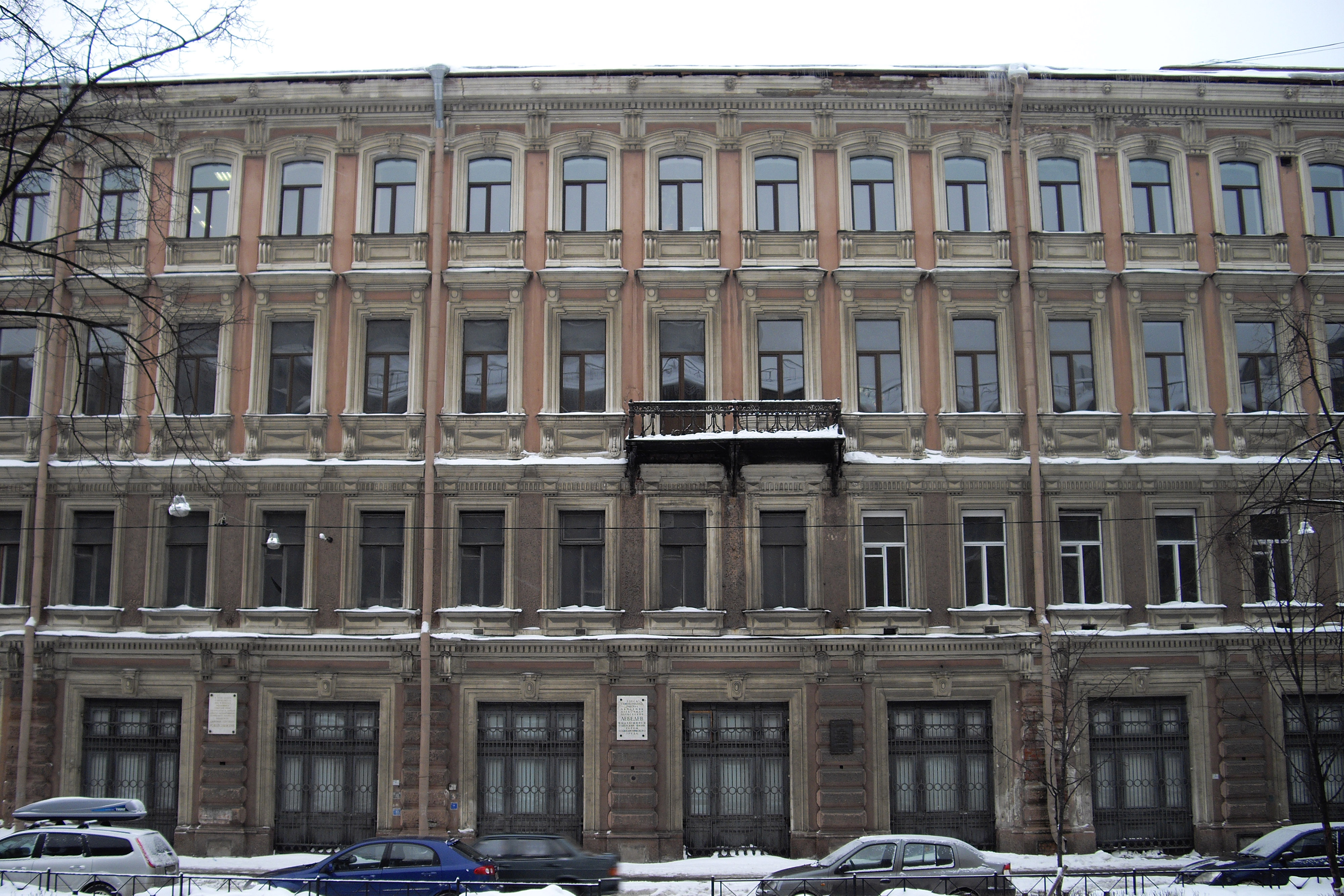
Здание Товарищества Елисеевых — Биржевая линия, 14
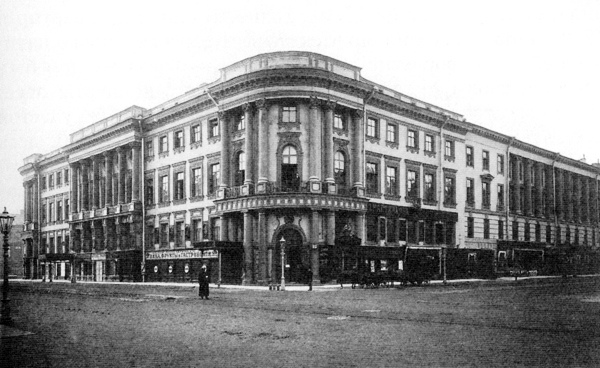
Дом Елисеева (с 1858 г.)